# Euproctis oxyptera
Euproctis oxyptera är en fjärilsart som beskrevs av Collenette 1936. Euproctis oxyptera ingår i släktet Euproctis och familjen tofsspinnare. Inga underarter finns listade i Catalogue of Life.